# I wanna... (Aliceの曲)
「I wanna... feat.CO-KEY (from mc2)」（アイ・ワナ… フィーチャリング・コーキー）は、Aliceの2枚目のシングル。2010年10月6日発売。発売元はエスエムイーレコーズ。規格品番：SECL-910。

## 収録曲
特記以外　作詞・作曲：Alice
1. I wanna...feat.CO-KEY (from mc2)
  - 作詞：Alice・美緒・CO-KEY
  - 作曲：Alice・奈緒
  - 編曲：Kenzo Masunomi & Kotaro Egami
  - 「流派-R」10月度オープニングテーマ
2. Only U   
  - 編曲：URU
3. Do it Do it  
  - 編曲：TND